# 에이제이
에이제이 (A.Jay, 본명 김지홍)는 과거 한국 힙합씬에서 MC로 활동하던 아티스트 중 한 명이다. 주로 클럽 MP를 중심으로 활동했으며, Macho, Blexman 등과 함께 Who's The Man?이라는 그룹의 멤버이기도 했다. 그의 랩은 《BLEX 검은소리 vol.2》와 《천리안 2000 대한민국》, 《MP Hiphop Project 2000 초》 등에서 들어볼 수 있다. 2002년 Kross 2집 수록곡 Space Monkey에 피처링한 것을 마지막으로 음악 활동을 접은 그는, 2005년 조PD의 클럽 Brooklyn의 스탭진으로 일한 적이 있으며 Brooklyn 일을 그만둔 이후로는 마스터플랜 프로덕션의 공연기획팀 Paraid의 멤버로 속하여서 공연기획에 전념하였다. Paraid는 2007년부터 《그랜드 민트 페스티벌》을 기획하고 수많은 인디 밴드의 공연을 지원하는 등 바쁜 나날을 보내고 있다.

또한 Mnet 'Hiphop the Vibe' 프로그램의 구성작가 겸 VJ로도 활동했었다.
2012년에는 불한당의 창립 멤버가 되었으며, 힙합 리스너들 사이에서는 그가 다시 랩을 시도할 것이라는 소문도 있었으나 인터뷰에서 자신은 랩을 끊은지 오래되었으며 불한당의 이름으로 발표되는 앨범의 쇼케이스와 각종 공연 등을 서포트할 예정이라고 밝혔다.